# Leucogyrophana arizonica
Leucogyrophana arizonica är en svampart som beskrevs av Ginns 1978. Leucogyrophana arizonica ingår i släktet Leucogyrophana och familjen Hygrophoropsidaceae.   Inga underarter finns listade i Catalogue of Life.